# 3341 Hartmann
A 3341 Hartmann (ideiglenes jelöléssel 1980 OD) a Naprendszer kisbolygóövében található aszteroida. Edward L. G. Bowell fedezte fel 1980. július 17-én.